# 뷰런테크놀로지
뷰런테크놀로지(영어: Vueron Technology)는 대한민국의 테크 스타트업이다. 자율주행 및 스마트 인프라 영역을 대상으로 라이다 인지 솔루션을 개발 및 공급하고 있다.

## 역사
- 2019년 10월 : 뷰런테크놀로지 법인 창립
- 2020년 5월 : Seed 투자 유치
- 2020년 7월 : VueOne 자율주행 라이다 인지 솔루션 공개
- 2020년 11월 : VueTwo 스마트 인프라 라이다 인지 솔루션 공개
- 2021년 2월 : 세계 최초 라이다 Only 자율주행 면허 취득 (한국)
- 2021년 8월 : 뷰런테크놀로지 미국 법인 설립 (실리콘밸리)
- 2021년 12월 : Pre-A 100억 원 투자 유치
- 2022년 6월 : 미국 라이다 Only 자율주행 면허 취득 (CA/NV)
- 2022년 7월 : 뷰런테크놀로지 유럽 법인 설립 (독일 뮌헨)
- 2023년 1월 : VueTruck 친환경 자율주행 트럭 운송 서비스 공개
- 2023년 7월 : VueTwo 군중분석 솔루션 SCA(Smart Crowd Analytics) 공개
- 2024년 1월 : 차세대 자율주행 라이다 인지 솔루션 VueOne+ 공개

## 솔루션 & 서비스

### VueOne
- VueOne은 차량에 탑재되어 라이다가 제공하는 3D Point Data를 자체 개발한 알고리즘 및 ML 기반의 분석 기술을 통해 처리, 이를 통해 ADAS 및 자율주행에 필요한 객체 정보를 제공하는 솔루션이다.

### VueTwo
- VueTwo는 신호등, 스마트폴, 건물 외벽 등에 설치되어 낮과 밤에 상관없이 개인의 프라이버시를 보호하면서 공간을 분석하고, 사람과 자동차 등의 이동을 추적하거나 침입을 감시하는 솔루션이다.

### VueTruck
- VueTruck은 Lv.4 수준의 자율주행 시스템을 탑재하여 물류 및 유통업계의 차량운송 안정성을 극대화하고, 나아가 물류 운영 효율화와 운전기사 인력난 해소 등의 산업 가치를 제공하기 위해 공개된 서비스다.